# سنت‌یاکاب‌فا
سنت‌یاکاب‌فا (به مجاری:  Szentjakabfa) یک شهرداری در مجارستان است که در وسپرم واقع شده‌است. سنت‌یاکاب‌فا ۵٫۷۶ کیلومتر مربع مساحت و ۱۱۷ نفر جمعیت دارد.